# 14876 Dampier
14876 Dampier eller 1990 WD2 är en asteroid i huvudbältet som upptäcktes den 18 november 1990 av den belgiske astronomen Eric W. Elst vid La Silla-observatoriet. Den är uppkallad efter William Dampier.